# ماریا بوئنو
ماریا بوئنو (انگلیسی: Maria Bueno؛ زاده ۱۱ اکتبر ۱۹۳۹- ۸ ژوئن ۲۰۱۸) یک تنیس‌باز اهل برزیل بود.